# مارتین وینترکورن
مارتین وینترکورن، (به آلمانی: Martin Winterkorn) (زاده ۲۴ مه ۱۹۴۷) کارآفرین، صنعتگر و مدیر ارشد اجرایی آلمانی است، که از تاریخ ۱ ژانویه ۲۰۰۷ تا ۲۳ سپتامبر ۲۰۱۵ مدیر عامل اجرایی بزرگترین شرکت خودروسازی جهان گروه فولکس‌واگن بود.
وی به‌عنوان رییس هیئت مدیره شرکت‌های پورشه، پورشه اس‌ای و آئودی همچنین رییس هیئت مدیره شرکت فولکس‌واگن نیز فعالیت می‌نماید.
وینترکورن مدرک دکترای متالورژی خود را در سال ۱۹۷۷ از انجمن ماکس پلانک اخذ نمود. او سابقه فعالیت در شرکت‌های اسکانیا و روبرت بوش را در کارنامه خود دارد، همچنین در حال حاضر از اعضای هیئت مدیره بایرن مونیخ محسوب می‌شود.
مارتین وینترکورن در پی افشای دستکاری ۱۱ میلیون خودرو دیزلی برای فریب تست میزان آلایندگی در ایالات متحده آمریکا، از مقام خود کناره گیری کرده‌است.